# Casa con forma de A

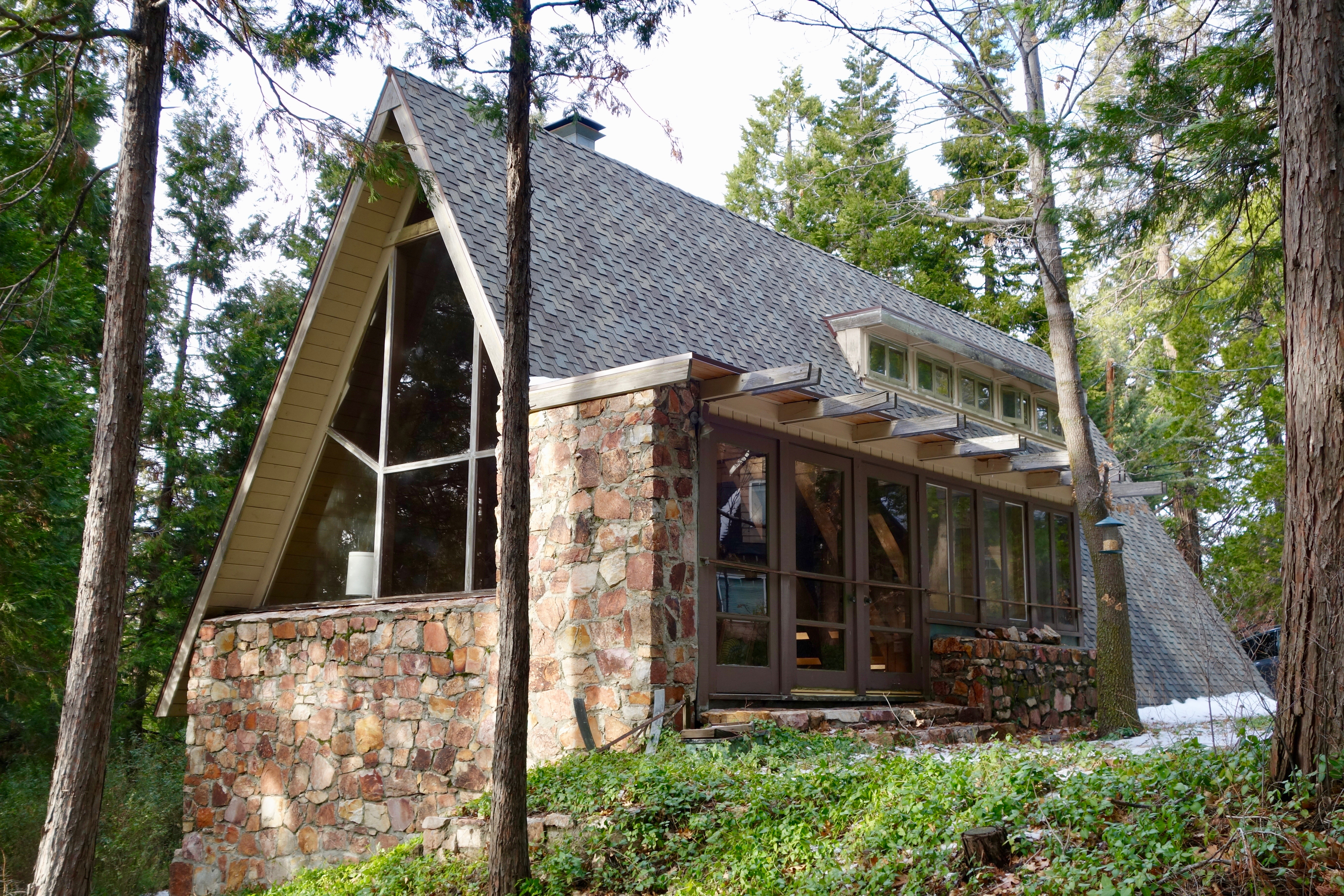
La casa Bennati, en Lake Arrowhead, California. Diseño de cubierta en A original de Rudolph Schindler (1934)

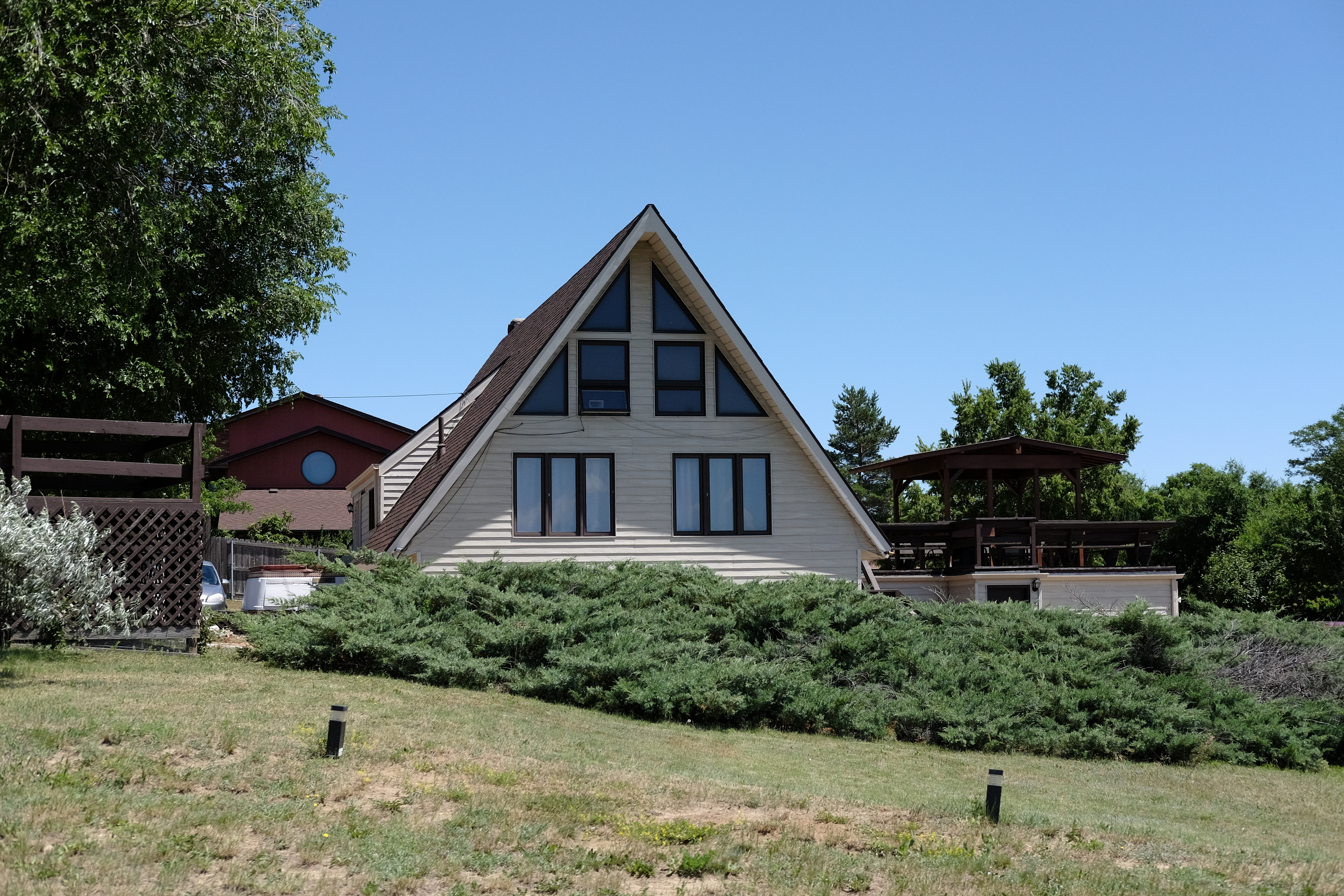
Un ejemplo de una casa con estructura en A en Gillette, Wyoming

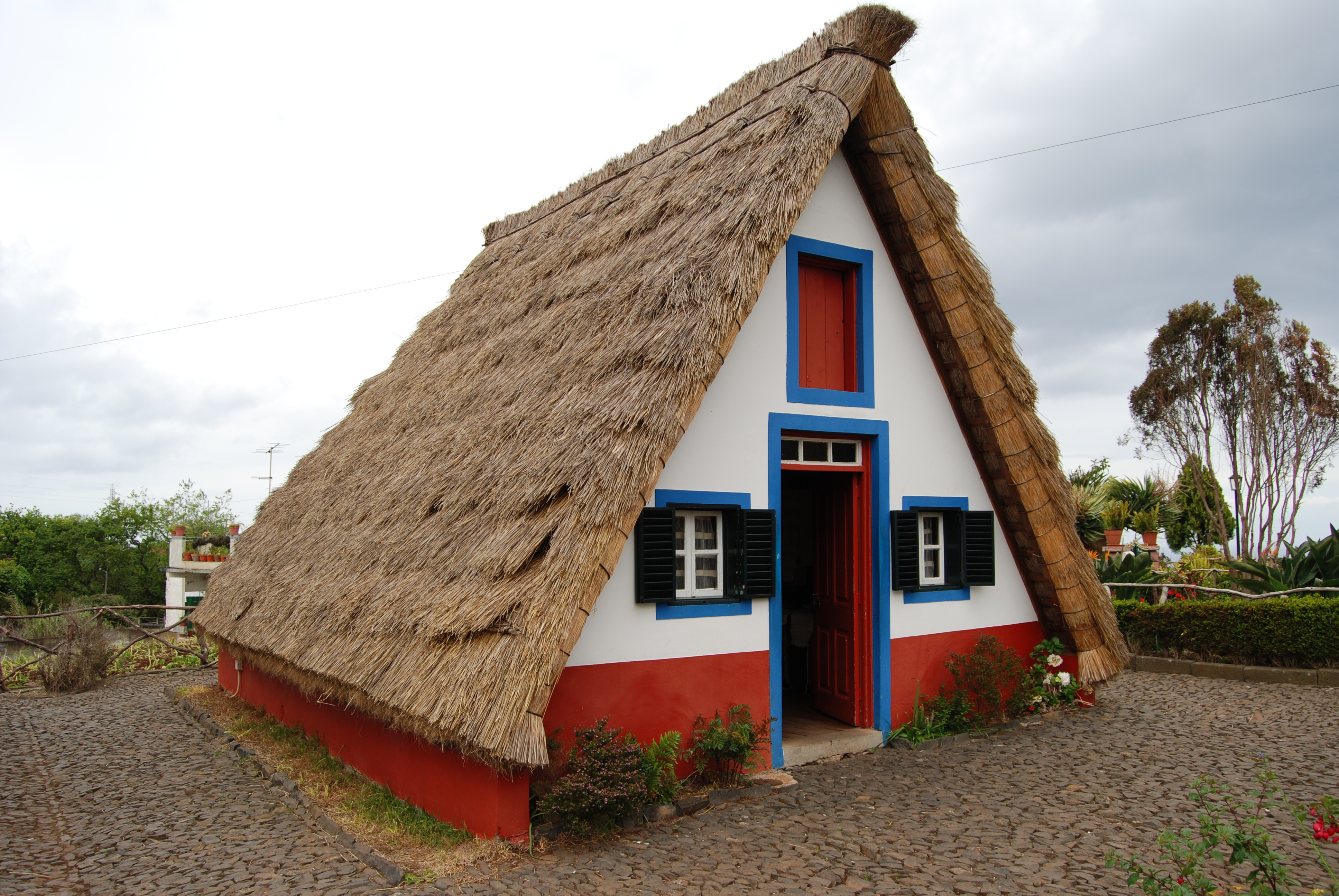
Casa con techo de paja tradicional (palheiro). Santana, Madeira, Portugal

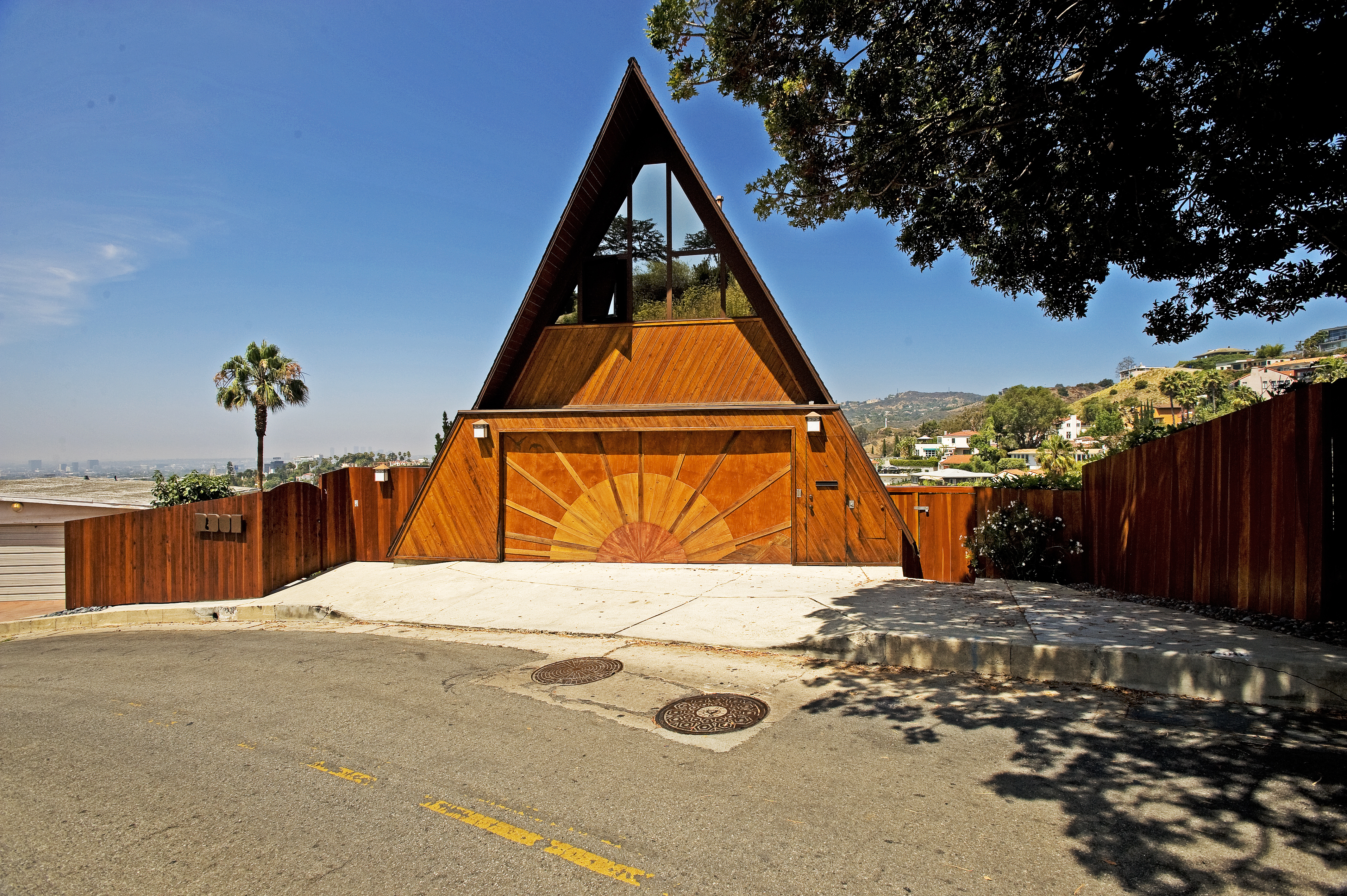
Casa en Hollywood Hills, ejemplo de una estructura arquitectónica en forma de A

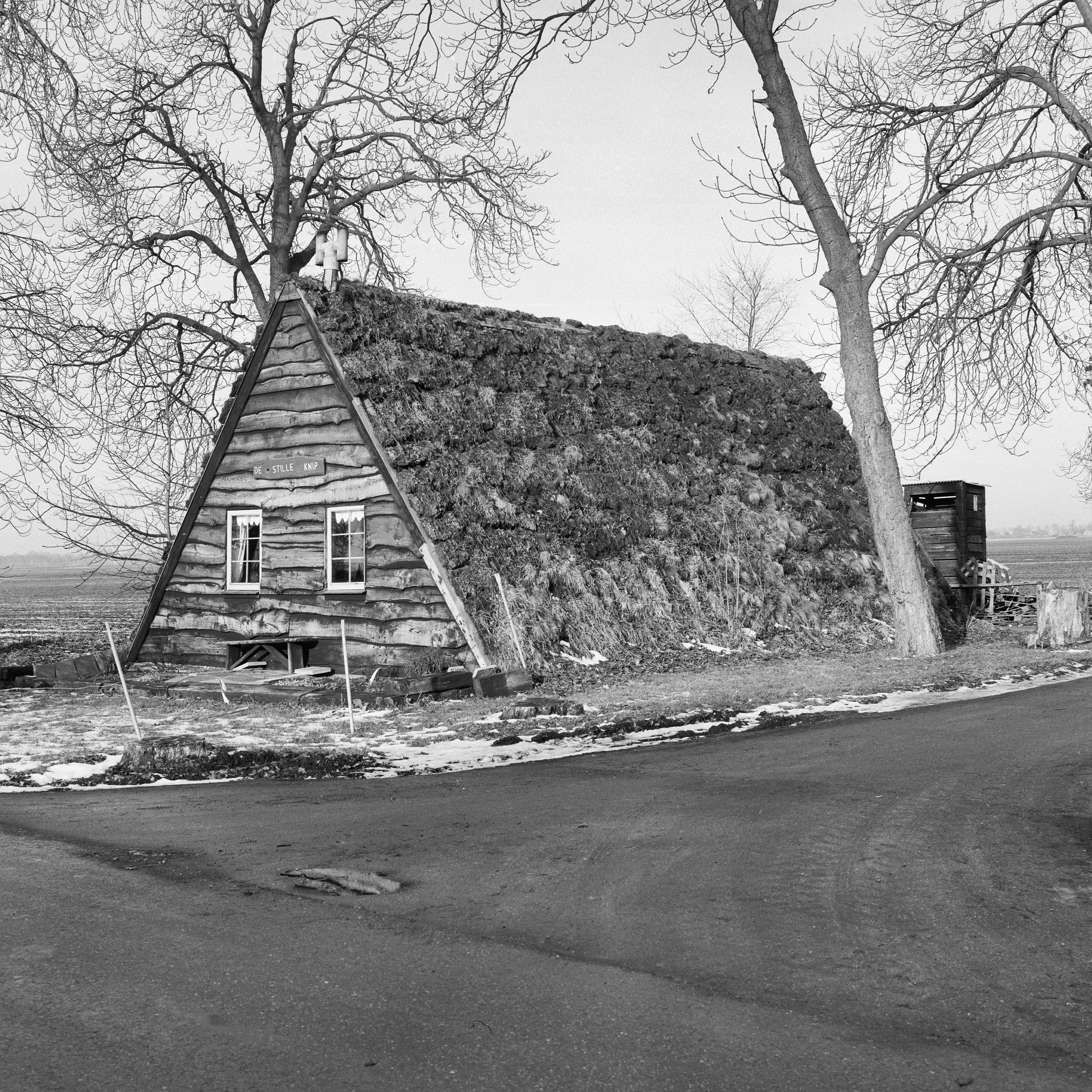
Una fotografía histórica de una casa con techo de césped en forma de A en los Países Bajos. Imagen: Agencia de Patrimonio Cultural de los Países Bajos 20309407 - RCE

Una casa con forma de A o cualquier otro edificio con la misma configuración, se caracteriza por presentar una cubierta con dos lados planos con pendiente pronunciada que generalmente comienzan cerca del suelo y se unen en cumbrera, recordando la forma de la letra A mayúscula.
Aunque la forma triangular del armazón en A ha estado presente a lo largo de la historia, su popularidad aumentó en todo el mundo aproximadamente desde mediados de la década de 1950 hasta la de 1970. Fue durante la época posterior a la Segunda Guerra Mundial cuando esta forma adquirió sus características más definitorias.

## Estilo

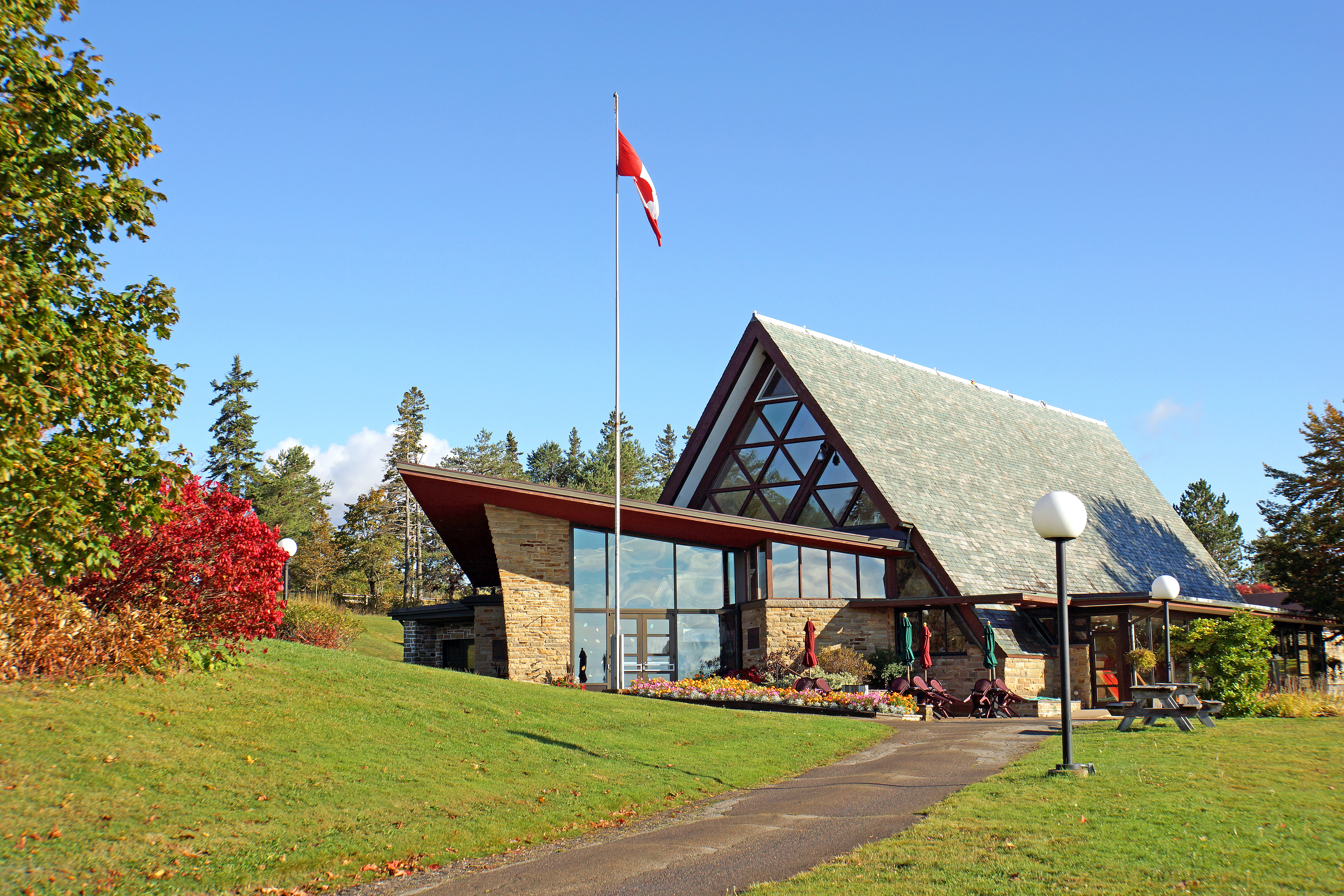
Museo de Alexander Graham Bell, estructura arquitectónica en forma de A.

Los edificios con estructura en A son una forma constructiva antigua, conocida en Europa, China y las islas del Pacífico Sur desde tiempo inmemorial. Conocidas como cabañas de techo, eran estructuras simples utilizadas con fines utilitarios hasta la década de 1950. Sin embargo, en 1934, R.M. Schindler construyó la primera casa moderna con armazón en A, para la propietaria Gisela Bennati, en Lake Arrowhead, California. Los arquitectos Walter Reemelin, John Campbell, George Rockrise, Henrik H Bull y Andrew Geller contribuyeron a popularizar la idea de Schindler a principios de la década de 1950, diseñando casas de vacaciones en forma de A. En 1955, Andrew Geller construyó una casa con estructura en A en la playa de Long Island, Nueva York, conocida como Elizabeth Reese House. Su diseño ganó la atención internacional cuando apareció en The New York Times el 5 de mayo de 1957. Al poco tiempo, se estaban construyendo miles de casas con estructura en A en todo el mundo.
El Abbey Resort en Fontana-on-Geneva Lake, Wisconsin, afirma tener el armazón en A de madera más alto del mundo, con 80 pies (24,4 m) hasta la cumbrera.

## Aumento de popularidad
La popularidad de la estructura en A posterior a la Segunda Guerra Mundial se ha atribuido a una combinación de factores, que incluyen el aumento de la renta disponible de los estadounidenses, el bajo costo de construir una estructura en A y el nuevo interés en adquirir una segunda casa para las vacaciones.
Otro factor que contribuyó a su popularidad fue la capacidad de adaptación de la estructura, lo que permitía a los arquitectos experimentar con diseños más modernos, siendo un medio relativamente barato de construir en el que se podían explorar distintas propuestas creativas.
Además, muchas personas prefirieron la idea de una casa de vacaciones de "estilo moderno" a la de una casa principal de "estilo moderno". Los armazones en A estuvieron disponibles como kits prefabricados, lo que redujo aún más el costo, que llegaron a ser vendidos por grandes almacenes como Macy's.
Después del surgimiento del arquetipo del armazón en A, los arquitectos comenzaron a experimentar con nuevos diseños, lo que llevó a lo que se conoció como el estilo de estructura en A modificada.

## Ejemplos residenciales
- Casa Bennati (1934), Lake Arrowhead, California, diseñada por Rudolph Schindler
- Numerosos ejemplos en el estado de Washington[6]
- Numerosos ejemplos, algunos "adyacentes a Yosemite", en Curbed[7]
- 12 casas con estructura en A en el distrito histórico de Northcrest, Atlanta, Georgia[8]
- Cabina de guardabosques, Oregón, en el distrito de guardabosques de Zig-zag[9]
- Casas de esquí en Park City, Utah, aunque algunas han sido demolidas[10]

## Iglesias
- Iglesia Metodista Simpson (1957), Pullman, Washington[6]
- Iglesia de San José (hacia 1960), Lynden, Washington
- Iglesia Metodista de Yaddlethorpe, Yaddlethorpe (véase: Archivo: Iglesia Metodista Yaddlethorpe - geograph.org.uk - 181813.jpg )

## Ejemplos comerciales

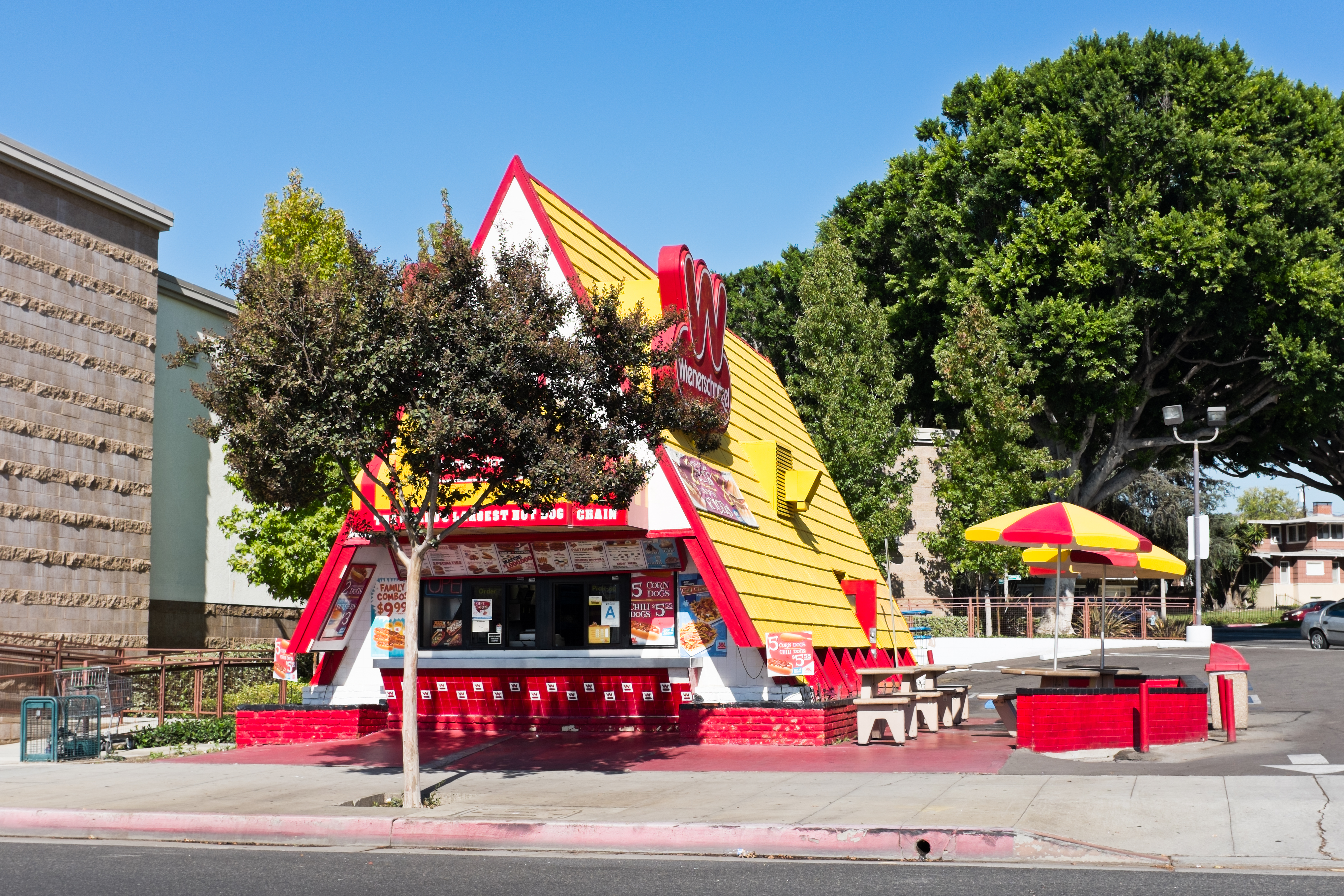
Restaurante Wienerschnitzel con techo en forma de A en Whittier, California

- Numerosos antiguos establecimientos de la cadena de restaurantes Wienerschnitzel disponen de cubiertas en A, como:
- Tiendas Whataburger
- Restaurantes IHOP
- Tiendas Tastee-Freez
- Tiendas de Nickerson Farms
- Travellers Rest Motel, cerca de Everett, Pensilvania[11]
- Dick Lewis Pontiac-Cadillac (1964), Olympia, Washington[6]
- El edificio principal del Disney's Contemporary Resort de Florida, en el que el monorraíl de Walt Disney World tiene una estación
- Lake Easton Resort (hacia 1963), Easton, Washington
- Tiki Lodge (hacia 1964), Spokane, Washington

## Ejemplos educativos
- Escuela diurna de Wakefield Country, Flint Hill, Virginia.